# Клин, Миха
Миха Клин (серб. Миха Клин, словен. Miha Kline; родился 26 марта 1980, Любляна) — словенский футболист, выступал на позиции полузащитника.

## Карьера
Начал футбольную карьерув столичном клуб «Любляна». Позже играл за клубы «Дравоград» и «Домжале». В 2006 перебрался в Россию, где провёл сезон за ярославский «Шинник». Затем играл в чемпионатах Латвии и Греции. Завершил выступления в Словении в региональной лиге в клубе «Свобода».